# Andreas Bechmann
Andreas Bechmann (* 28. September 1999 in Frankfurt am Main) ist ein deutscher Zehnkämpfer, Unternehmer und Sportfunktionär. Er startet für die Eintracht Frankfurt e. V. Seit 2017 wird er von Jürgen Sammert trainiert.

## Lebensweg
Bechmann kommt aus einem sportlichen Elternhaus. Seine Eltern waren beide Handballer. Nach der Grundschule versuchte er auf die Carl-von-Weinberg-Schule zu kommen, scheiterte aber am Aufnahmetest der Sportschule. Der ging deshalb auf die Liebigschule Frankfurt und beendete dort sein Abitur nach der zwölften Jahrgangsstufe mit 17 Jahren. Anschließend begann er ein General-Management-Studium an der accadis Hochschule in Bad Homburg vor der Höhe. Im Jahr 2021 gründete Andreas Bechmann gemeinsam mit Kommilitonen im Rahmen seines Studiums das Unternehmen Preventio, das sich auf prädiktive Wartungstechnologie spezialisiert hat. Seit September 2024 ist Andreas Bechmann Vorsitzender des HLV-Leichtathletikkreises Frankfurt und verantwortlich für die Koordination und Förderung der Leichtathletik sowie der Vereine in der Region.

## Sportliche Erfolge
Bechmann ist ein Mehrkämpfer. Seinen ersten nationalen Titel errang er bei den Deutschen Hallen-Mehrkampfmeisterschaften Anfang 2019 in Halle an der Saale. Er wurde wegen des Erfolgs zum Ass des Monats des DLV gewählt. Bei den Halleneuropameisterschaften 2019 in Glasgow belegte er im Siebenkampf mit 6001 Punkten den fünften Platz. Beim Thorpe Cup 2019 führte er die deutsche Mannschaft mit seinem ersten 8000-Punkte-Zehnkampf zum Sieg.
Im folgenden Jahr konnte Bechmann  seinen deutschen Meistertitel in Leverkusen verteidigen und dabei eine neue deutsche U23-Bestleistung im Hallen-Siebenkampf aufstellen. 2021 nahm er zum zweiten Mal an den Halleneuropameisterschaften teil, bei denen er in Torún den 6. Platz belegte. Im Sommer siegte er mit neuer Bestleistung von 8142 Punkten bei den U23-Europameisterschaften in Tallinn.
Bei den Deutschen Meisterschaften 2025 beendete er erstmals nach vier Jahren wieder einen Zehnkampf und belegte den zweiten Platz.

## Persönliche Bestleistungen
- Zehnkampf: 8142 Punkte, 11. Juli 2021 in Tallinn[9]
- Siebenkampf (Halle): 6097 Punkte, 2. Februar 2020 in Leverkusen

| Persönliche Bestleistungen | Persönliche Bestleistungen | Persönliche Bestleistungen | Persönliche Bestleistungen |
| Disziplin                  | Leistung                   | Datum                      | Ort                        |
| -------------------------- | -------------------------- | -------------------------- | -------------------------- |
| 100 Meter                  | 10,73 s                    | 14. September 2019         | Filderstadt                |
| Weitsprung                 | 7,72 m                     | 10. Juli 2021              | Tallinn                    |
| Kugelstoßen                | 15,81 m                    | 10. Juli 2021              | Tallinn                    |
| Hochsprung                 | 2,08 m                     | 19. Mai 2019               | Hattersheim                |
| 400 Meter                  | 47,68 s                    | 19. Juni 2021              | Ratingen                   |
| 110 Meter Hürden           | 15,08 s                    | 15. August 2020            | Frankfurt                  |
| Diskuswurf                 | 42,23 m                    | 20. Juni 2021              | Ratingen                   |
| Stabhochsprung             | 5,10 m                     | 15. September 2019         | Filderstadt                |
| Speerwurf                  | 61,43 m                    | 15. September 2019         | Filderstadt                |
| 1500 Meter                 | 4:38,30 min                | 2. Juni 2018               | Filderstadt                |

## Auszeichnungen
- 2019: Ass des Monats[10]
- 2020: Start-up des Jahres[11]
- 2021: Sportler des Jahres der Stadt Frankfurt[12]